# Келбартон (Западна Вирџинија)
Келбартон (енгл. Delbarton) град је у америчкој савезној држави Западна Вирџинија.

## Демографија
По попису из 2010. године број становника је 579, што је 105 (22,2%) становника више него 2000. године.
| Група             | 2000.       | 2010.       |
| Белци             | 465 (98,1%) | 558 (96,4%) |
| Афроамериканци    | 1 (0,2%)    | 4 (0,7%)    |
| Азијати           | 0 (0,0%)    | 1 (0,2%)    |
| Хиспаноамериканци | 1 (0,2%)    | 0 (0,0%)    |
| Укупно            | 474         | 579         |